# Ephutomma
Ephutomma — род ос-немок из подсемейства Mutillinae.

## Распространение
Палеарктика, в Европе 2 вида. Для СССР указывалось около 9 видов.

## Описание
Как правило, мелкие пушистые осы (3-10, иногда до 14 мм). Глаза эллиптические, сближенные. Наличник с отростком у основания. Пигидальное поле развито. У самцов 13-члениковые усики, у самок — 12-члениковые. Тело в густых волосках. Самка осы пробирается в чужое гнездо и откладывает яйца на личинок хозяина, которыми кормятся их собственные личинки.

## Систематика

### Виды Европы
- Ephutomma coronata (Lelej, 1976)
- Ephutomma kerzhneri (Lelej, 1985)
- Ephutomma montarcense (Mercet in Giner, 1944)

### Другие виды
- Ephutomma angustata (Skorikov, 1935)
- Ephutomma deserta Lelej, 1985
- Ephutomma ferghanica Ovchinnikov, 2002
- Ephutomma gabesiana  Bischoff, 1920
- Ephutomma kazenasi  (Lelej, 1976)
- Ephutomma kerzhneri  (Lelej, 1977)
- Ephutomma mesopotamica  Bischoff, 1920
- Ephutomma minuta  Lelej, 1985
- Ephutomma mongolensis (Suárez, 1974)
- Ephutomma montarcense  (Giner, 1944)
- Ephutomma sanguinicollis  (Klug, 1829)
- Ephutomma semirubra  Bischoff, 1920
- Ephutomma turcestanica  (Dalla Torre, 1897)
- Ephutomma turgayensis  Lelej, 1985
- Другие виды